# عقيل جوليان
أكيل جوليان، (بالإنجليزية: Akiel Julien)‏ من مواليد 31 أكتوبر 1996 في تورونتو، كندا، هو ممثل من غرينادا.

## روابط خارجية
- عقيل جوليان في قاعدة بيانات الأفلام على الإنترنت